# Upper Saddle River
Upper Saddle River és una població dels Estats Units a l'estat de Nova Jersey. Segons el cens del 2008 tenia 8.454 habitants.

## Demografia
Segons el cens del 2000, Upper Saddle River tenia 7.741 habitants, 2.497 habitatges, i 2.242 famílies. La densitat de població era de 565 habitants/km².
Dels 2.497 habitatges en un 47,1% hi vivien nens de menys de 18 anys, en un 83,6% hi vivien parelles casades, en un 4,4% dones solteres, i en un 10,2% no eren unitats familiars. En el 8,4% dels habitatges hi vivien persones soles el 3,9% de les quals corresponia a persones de 65 anys o més que vivien soles. El nombre mitjà de persones vivint en cada habitatge era de 3,09 i el nombre mitjà de persones que vivien en cada família era de 3,27.
Per edats la població es repartia de la següent manera: un 30,7% tenia menys de 18 anys, un 3,8% entre 18 i 24, un 25,1% entre 25 i 44, un 29% de 45 a 60 i un 11,4% 65 anys o més.
L'edat mediana era de 40 anys. Per cada 100 dones de 18 o més anys hi havia 95 homes.
La renda mediana per habitatge era de 127.635 $ i la renda mediana per família de 132.401 $. Els homes tenien una renda mediana de 100.000 $ mentre que les dones 51.587 $. La renda per capita de la població era de 57.239 $. Cap de les famílies i el 0,7% de la població estaven per davall del llindar de pobresa.

## Poblacions més properes
El següent diagrama mostra les poblacions més properes.